# Landgrafschaft Stühlingen

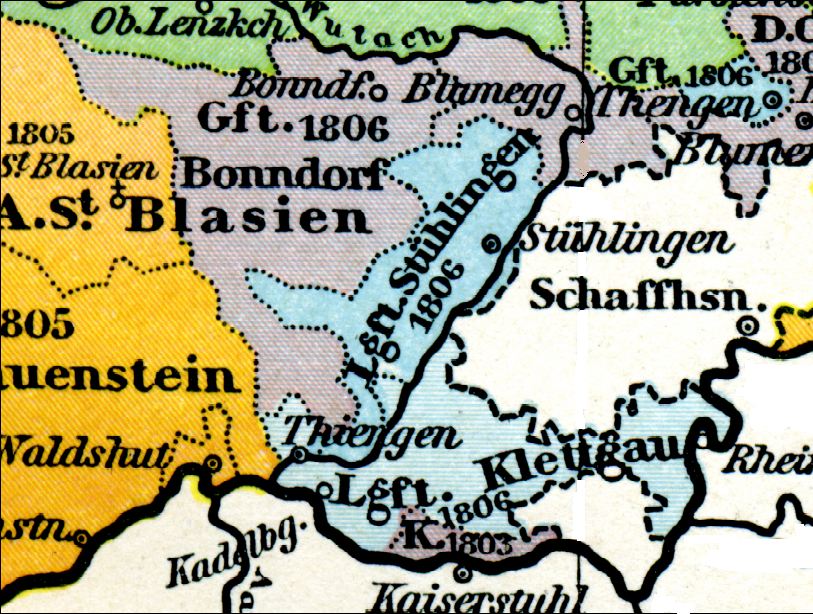
Lage der Landgrafschaft Stühlingen. Nachbargebiete: gelb Vorderösterreich, grün Fürstentum Fürstenberg, weiß Schweiz.

Die Landgrafschaft Stühlingen war neben der Landgrafschaft Klettgau, zu der sie 1112–1250 gehörte, Bestandteil des Herzogtums Schwaben. Das nur etwa 200 km² große Gebiet liegt in Süddeutschland zwischen dem Südschwarzwald und der Schweizer Grenze bei Schaffhausen, wobei die Wutach ein Teil der Grenzlinie bildet. 1614 wurde die Reichsherrschaft Bonndorf von der Stühlinger Landgrafschaft getrennt und zu einer eigenen reichsunmittelbaren Grafschaft, die vom Kloster St. Blasien regiert wurde.

## Geschichte
Vermutlich auf römischen Grundmauern entstand um 760 die erste Burg Grafenstuhl, woher auch der Name des ehemals mit Stadtrechten ausgestatteten Ortes Stühlingen stammt. Als Stühlingen noch Teil des alten Albgaus war, wurde ab 1084 ein „Gerung, Comes de Stulingen“ und 1131 ein „Liutold von Stüelingen“ genannt. Die Herren von Stühlingen führten einen umgekehrten Stuhl mit Pfauenfedern geschmückt im Wappen. Erster Graf der Landgrafschaft Stühlingen war Rudolf von Lenzburg. Von 1159 bis 1165 war Heinrich II. von Stühlingen Bischof von Würzburg.
Nach deren Aussterben kam die Landgrafschaft 1127 auf dem Erbweg an die Grafen von Küssenberg, deren Stammburg die Küssaburg war. Die spätere Grafschaft Stühlingen besaßen sie bis zum letzten ihres Stammes, Heinrich von Küssenberg. Er war der Schwager von König Rudolf von Habsburg und starb 1250.
Die Herren von Lupfen, von denen der heutige Name des Schlosses Hohenlupfen herstammt, waren ein altes Adelsgeschlecht. Jener Zweig erlosch früh. Ihre zur Raubritterburg umfunktionierte Stammburg Hohenlupfen wurde durch König Sigismund zerstört.
Graf Heinrich von Lupfen heiratete eine Schwester des Grafen von Küssaburg. So kam das Landgrafenamt im Klettgau nach einem Streit mit dem Bischof von Konstanz, der ebenfalls Rechte besaß, durch einen Vergleich 1251 an die von Lupfen. Er nannte sich ab dem 25. April 1251 Heinrich I., Landgraf von Lupfen-Stühlingen. Zeitweise wohnte er noch auf der alten Stammburg in der Baar. Er starb 1256. Sein Sohn Eberhard I. war der Stammvater der Eberhardschen Linie, die 330 Jahre lang regierte. Gleich nach seinem Amtsantritt erhob er Stühlingen zur Stadt. 1262 wird von einer Stadt berichtet: „und setzen zuo der Burck unser Stat Stuelingen“. Eine Gründungsurkunde ist nicht vorhanden, es existiert jedoch ein Stadtsiegel von 1365.
Eberhard I. starb 1302. Unter seinen Nachfolgern sticht Graf Johann I. von Lupfen-Stühlingen heraus, dieser vergrößerte seinen Besitz erheblich durch die Erwerbungen der Herrschaften Rappoltstein-Hohenach im Elsass und Hewen im Hegau. 1352 wurde die kleine aber damals strategisch günstig gelegene Burg Allmut mit der Herrschaft Allmut erworben. König Ruprecht verlieh der Stadt Stühlingen besondere Privilegien als Dank für seine Dienste, er starb 1436 und hatte fünf Söhne und zwei Töchter. Bald kam es zu Streitigkeiten mit dem Bischof von Konstanz, welche dazu führten, dass Graf Sigmund I. (1436–1494) mit seinem Bruder den Hegau verwüstete und bei Dießenhofen Rheinschiffe überfiel. Erst nachdem die Ritterschaft des St. Georgenschildes eingriff, schloss man am 10. Februar 1441 in Schaffhausen Frieden.
Graf Sigmund I. erhielt am 7. August 1479 von Kaiser Friedrich III. die Landgrafschaft Stühlingen, das Mundat am Randen, den Reiat, den Weiler- und Gatterholz und mit Schloss und Herrschaft Höwen die Belehnung.

### Schwabenkrieg
Nachdem die Eidgenossen immer stärker wurden, begann am 11. Februar 1499 der Schwabenkrieg mit dem ersten Hegauzug. Graf Wolfgang von Fürstenberg befehligte im Schwäbischen Bund. Nach der Zerstörung und Plünderung von Tiengen zog das eidgenössische Heer weiter nach Stühlingen. Die Stadt wurde belagert und zwei Tage lang beschossen. Entgegen dem Rat seiner Untergebenen ergab sich der Obervogt Martin von Starkenberg mit Schloss und Stadt. Trotz gegenteiligen Versprechens wurde beides geplündert und zerstört.

### Die Stühlinger Bauernerhebung und der Beginn des Bauernkrieges
Am 23. Juni 1524, wohl unter der Führung des Michel Haim von Stiellingen, traten Bauern vor das Schloss und erhoben Beschwerde mit einer Schrift, in der 16 Artikel zusammengefasst waren, die sie erfüllt haben wollten. Nachdem der Vogt sie zunächst beschwichtigen konnte, ging Graf Sigmund zusammen mit anderen Adligen gegen die Bauern vor. Die Bauern hatten Hans Müller von Bulgenbach als Anführer gewählt. Am 28. Dezember 1524 starb Graf Sigmund II. von Lupfen in Engen. Nach der Niederschlagung aller Aufbegehrungen mussten die Untertanen am 12. Juli 1525 in Ewattingen die Abbitte leisten und ihrem Herrn huldigen.

### Die Pappenheimer
Am 26. Dezember 1582 starb Graf Heinrich VI., der letzte derer von Lupfen, noch nicht ganz 40 Jahre alt. Er liegt in der Kirche in Engen begraben. Der kaiserliche Oberst Conrad von Pappenheim erwarb um 80.000 Gulden bereits 1583 die Herrschaft und Rechte zum Mannlehen, die Landgrafschaft Stühlingen und die alte, seit den Schweizerkriegen baufällige Burg. Die eigentliche Belehnung erfolgte erst nach Abwicklung aller Streitigkeiten im Jahr 1603, kurz vor seinem Tod. Er und seine schon früher verstorbene Frau, sind in der katholischen Kirche in Engen begraben.
Nachfolger wurde sein Sohn Maximilian von Pappenheim, nun Reichserbmarschall. Er ließ von 1620 bis 1623 die alte Burg abreißen und baute sie in beachtlicher Größe (Rittersaal) neu auf, so wie sie heute noch zu sehen ist. Im Dreißigjährigen Krieg (1618–1648) plünderten und besetzten 1632 die Schweden die Landgrafschaften Stühlingen und Klettgau. Der 23 Jahre alte, einzige Sohn Pappenheims, Erbmarschall Heinrich Ludwig, war Oberst bei den Schweden, bei der Belagerung des Schloss Hohenstoffeln vom 25. bis 27. Juni 1633 fand er den Tod.
1638 hielt sich Bernhard von Weimar in Stühlingen auf, wo er vom Neunkircher Obervogt Im Thurn Proviant und Brot für sich und die befreundete Stadt Rottweil erbat und erhielt. Am 7. Juli 1647 zogen die letzten Truppen ab.

### Die Fürstenberger

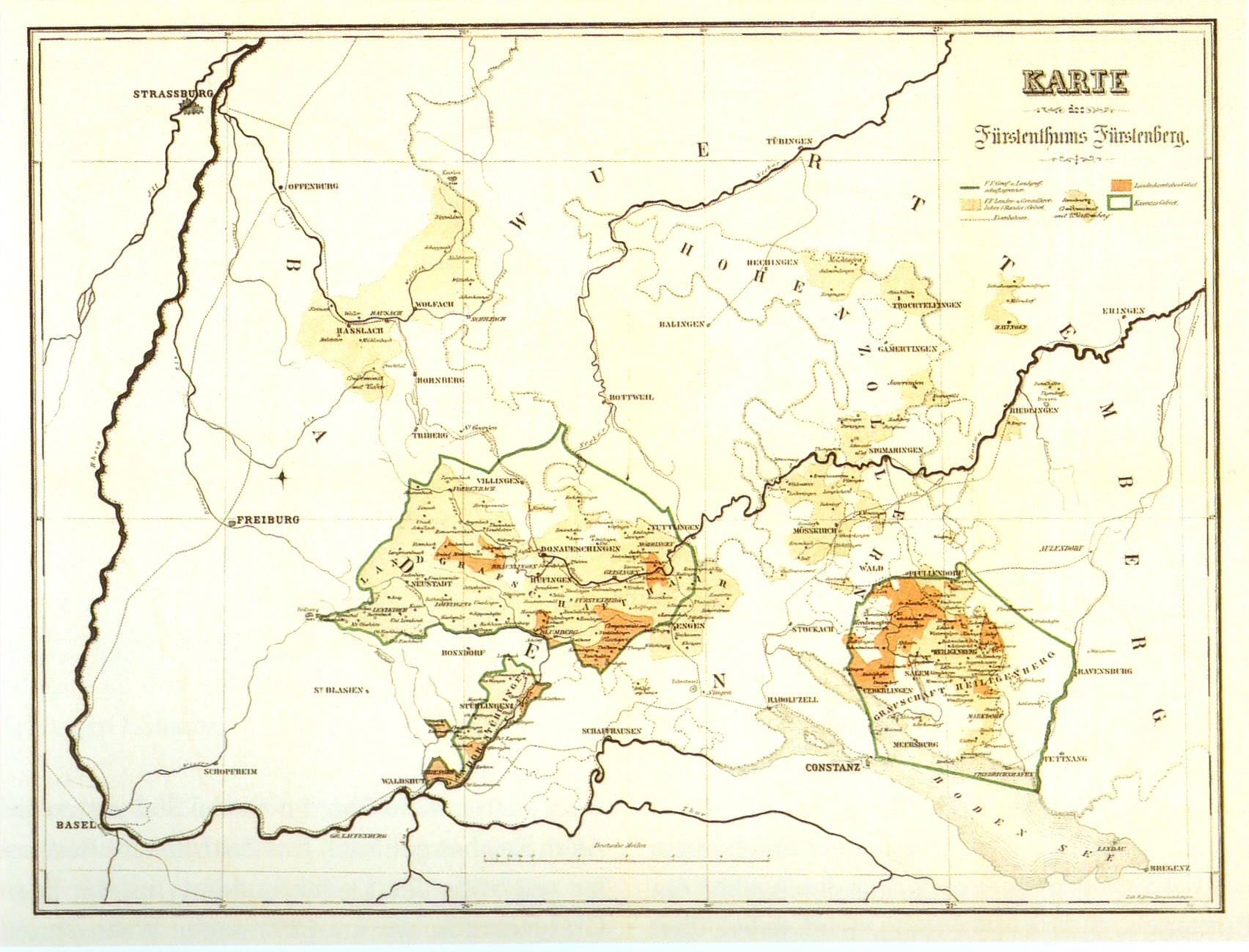
Fürstentum Fürstenberg, Landgrafschaft Stühlingen Mitte unten

Der Stammsitz der Fürstenberger lag auf dem Fürstenberg in der Baar. Mit dem Tod des Erbmarschalls Maximilian am 14. Februar 1639 in Engen endete die Ära der Pappenheimer in Stühlingen. Seine einzige Tochter war Maximiliane, viel bewundert ob ihrer Schönheit. Sie heiratete 1631 den Grafen Friedrich Rudolf von Fürstenberg. Ihr Sohn Graf Maximilian Franz von Fürstenberg-Stühlingen wurde in Schaffhausen am 2. Mai 1634 geboren. Maximiliana starb 1635 bei der Geburt ihres zweiten Kindes in Engen. Endlich erhielt Graf Maximilian Franz von Fürstenberg die Grafschaft Stühlingen und die Herrschaft Hewen, mit der Stadt Engen als ein Afterlehen von Österreich. Er hielt sich viel auf seinen Gütern in Mähren auf, doch Stühlingen war seine Residenz, deren Herrschaft bis zum Kniebis reichte. Als er im Bischofspalais in Straßburg dem Sonnenkönig Ludwig XIV. entgegeneilen wollte, verfingen sich auf einer Treppe seine Sporen in seinem Mantel, er stolperte und brach sich das Genick. Er ruht bei den Kapuzinern in Haslach.
Sein ältester Sohn Prosper Ferdinand von Fürstenberg war noch nicht volljährig, als er das riesige Herrschaftsgebiet übernehmen sollte. Daher war vertretend Johannes Christopherus Herpfer (1583–1654) als Landgraf und Palatin von 1629 bis 1654 eingesetzt. Später focht Prosper Ferdinand unter Prinz Eugen von Savoyen und Markgraf Ludwig Wilhelm von Baden-Baden gegen die Türken. Er nahm als Generalfeldzeugmeister am Spanischen Erbfolgekrieg teil, wo er bei der Belagerung von Landau 1704 tödlich von einer Kanonenkugel getroffen wurde. Die Kugel ist erhalten und, mit einer entsprechenden Inschrift versehen, im Inneren der Loretokapelle des Kapuzinerklosters zu Stühlingen angebracht. Zur Erhaltung seines Hauses hatte er 1701 die Primogenitur-Ordnung erlassen.
Sein ältester Sohn Joseph Wilhelm Ernst wurde 1699 in Augsburg geboren. 1716 starb die Heiligenberger Linie mit dem Tod von Fürst Anton Egon aus. So kamen große Besitzungen zur Stühlinger und Meßkircher Linie. Joseph Wilhelm Ernst wurde 1722 vom Kaiser Karl VI. für volljährig erklärt – bereits 1716 wurde er in den Reichsfürstenstand erhoben. Zu Beginn seiner Regierungszeit erkrankte er schwer an Pocken. Am 31. Oktober 1723 verlegte er die Residenz von Stühlingen nach Donaueschingen, das zentraler gelegen war. Den Kapuzinern in Engen gestattet er 1737 die Errichtung eines kleinen Klosters. Er reformierte alle Staatsgeschäfte in seiner Herrschaft. 1744 starb die Meßkircher Linie aus. Dadurch kam deren Gebiet zur Herrschaft dazu. Mit dem Tod der Fürstin Anna Maria in Wien, kamen böhmische Güter an die Fürstenberger.

### Französische Revolution
In der Zeit der Französischen Revolution am 28. Juli 1796 erreichten die Franzosen unter General Baillard das Gebiet bei Stühlingen. Nach Verhandlungen wurden die Fürstenberger Truppen entwaffnet und konnten kampflos heimkehren. Es mussten umfangreiche Abgaben geleistet werden. Bis 1798 war auch die Schweiz bei Schaffhausen von den Franzosen besetzt. 1800 stand General Moreau mit seinem Reservekorps an der Wutach und drängte die Österreicher zurück. Der Divisionsgeneral Saint-Cyr erhielt am 1. Mai 1800 den Befehl, nach Stühlingen vorzurücken. Der Hohentwiel wurde kampflos aufgegeben. Der Höwen wechselte öfters die Seiten. Am 9. Februar 1801 wurde der Frieden in Luneville geschlossen. Die Österreicher waren nach dem Dritten Koalitionskrieg geschlagen. Am 10. Oktober 1806 kam das Fürstentum Fürstenberg unter Badische Landeshoheit, Stühlingen kam an das Haus Baden. Die Fürstenberger aber hielten auch weiterhin Hof in Donaueschingen.